# Ossario di Douaumont
L'ossario di Douaumont (in francese Ossuaire de Douaumont) è un sacrario militare francese situato nelle vicinanze del villaggio distrutto di Douaumont, presso Verdun, nella regione francese della Lorena. La zona fu scenario delle più cruente battaglie della prima guerra mondiale, la battaglia di Verdun, che nel 1916 vide contrapposti gli eserciti francese e tedesco che si contendevano il possesso della famosa piazzaforte di Verdun, considerata porta d'ingresso verso Parigi.
Dal 2023 l'ossario, il cimitero militare e i monumenti israelita e musulmano sono iscritti tra i Siti cimiteriali e memoriali della Prima guerra mondiale (Fronte occidentale), patrimonio dell'umanità seriale transnazionale tra Belgio e Francia.

## La costruzione dell'ossario
La sua costruzione iniziò nel 1920, anno in cui il generale Pétain pose la prima pietra, e già alcuni anni dopo era in grado di ospitare i resti di circa 130.000 soldati non identificati. Venne inaugurato ufficialmente in una solenne cerimonia dal presidente Albert Lebrun solo nel 1932, dunque appena otto anni prima dello scoppio della campagna di Francia della seconda guerra mondiale, quando il territorio tornò a essere teatro di cruente battaglie.
In tempi più recenti, per il suo carattere commemorativo e solenne, l'ossario è stato usato come luogo per celebrare ufficialmente la riconciliazione franco-tedesca.

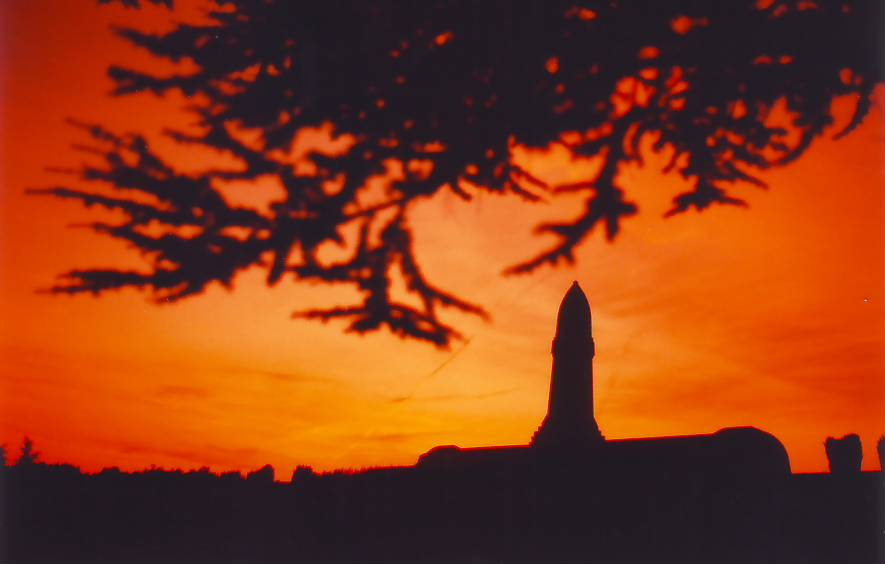
La Torre dei morti

## Descrizione
La singolare sagoma di questo monumento riprodurrebbe la forma stilizzata di una gigantesca spada conficcata nel terreno, dal quale emerge soltanto l'impugnatura. Il monumento si estende per una lunghezza di 138 metri ed è coperto all'interno da una lunga volta a botte, sotto la quale i visitatori possono seguire un percorso di singole tombe e targhe commemorative, mentre l'ossario vero e proprio si trova nella parte sotterranea. Al primo piano l'ossario ospita un piccolo museo della guerra. Al centro della struttura, troneggia la torre di 46 metri (Tour des Morts), dalla quale si ha una vista sul cimitero antistante e sulle zone dove si svolsero le battaglie; è stata rilevata una somiglianza tra la forma della torre e quella di una granata. La torre è dotata di fari.
La costruzione non si inserisce in una generale corrente storica della storia dell'architettura; tuttavia, si avvicina artisticamente agli edifici dell'uscente Art Nouveau, tanto per la presenza di decorazioni (le vetrate della cappella sono opera di George Desvallières), quanto per le sue forme flessuose e stilizzate; più consone alle innovazioni in sviluppo negli anni venti era invece la scelta del materiale, caduta principalmente sul cemento.

## Il cimitero

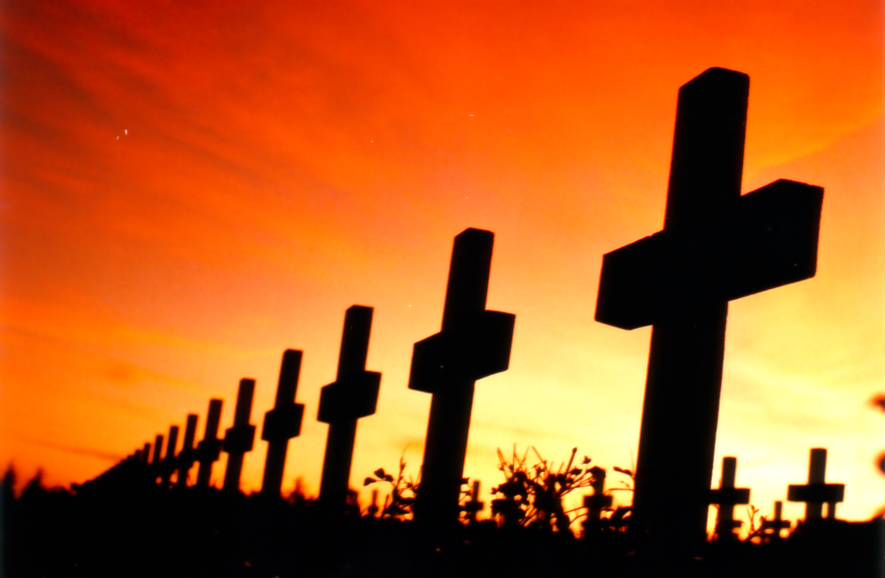
Cimitero

Davanti all'ossario, sono sistemate quindicimila tombe, dotate di semplici croci bianche con nome, date e unità di appartenenza. Una sezione del cimitero, disposta in direzione della Mecca, è dedicata ai caduti musulmani. Un piccolo monumento presso il cimitero è dedicato ai caduti ebrei.